# オネガ川
オネガ川（オネガがわ、ロシア語: Онега, ラテン文字表記の例: Onega）は、ロシア北西部のアルハンゲリスク州を流れる河川である。
ラチャ湖に発し、白海の南西奥のオネガ湾へと流入するまでの416kmを流れる。途中、河口から75kmのところで大オネガ川と小オネガ川に分かれるが、海に入る前に合流しており大きな中州を形成している。
10月末から12月初めまでの間に凍結し、4月半ばから5月ごろに氷が解ける。
流域はフィン・ウゴル語族が住んでいたが、ポモールと呼ばれる人々が12世紀ごろにノヴゴロドから入植し、スラブ化が進んだ。流域の主な街はラチャ湖のすぐ下流のカルゴポリと白海河口にあるオネガで、いずれも白海を通じた貿易で栄えた。